# Кулаково (Вологодский район)
Кулаково — деревня в Вологодском районе Вологодской области.
Входит в состав Кубенского сельского поселения (с 1 января 2006 года по 8 апреля 2009 года входила в Несвойское сельское поселение), с точки зрения административно-территориального деления — в Несвойский сельсовет.
Расстояние до районного центра Вологды по автодороге — 42,5 км, до центра муниципального образования Кубенского по прямой — 10 км. Ближайшие населённые пункты — Путятино, Гаврилово, Анчутино, Помыгалово.
По переписи 2002 года население — 2 человека.